# Liste des titres musicaux numéro un en France en 2004
Cette page liste les titres numéro un dans les meilleures ventes de disques en France pour l'année 2004,.

## Classement des singles
| Semaine | Date         | Artiste                             | Titre                                     |
| ------- | ------------ | ----------------------------------- | ----------------------------------------- |
| 1       | 3 janvier    | Star Academy 3                      | L'Orange / Wot                            |
| 2       | 10 janvier   | Tragédie                            | Sexy pour moi                             |
| 3       | 17 janvier   | Star Academy 3                      | L'Orange / Wot                            |
| 4       | 24 janvier   | Kareen Antonn et Bonnie Tyler       | Si demain... (Turn Around)                |
| 5       | 31 janvier   | The Black Eyed Peas                 | Shut Up                                   |
| 6       | 7 février    | Kareen Antonn et Bonnie Tyler       | Si demain... (Turn Around)                |
| 7       | 14 février   | Kareen Antonn et Bonnie Tyler       | Si demain... (Turn Around)                |
| 8       | 21 février   | Kareen Antonn et Bonnie Tyler       | Si demain... (Turn Around)                |
| 9       | 28 février   | Kareen Antonn et Bonnie Tyler       | Si demain... (Turn Around)                |
| 10      | 6 mars       | Kareen Antonn et Bonnie Tyler       | Si demain... (Turn Around)                |
| 11      | 13 mars      | Kareen Antonn et Bonnie Tyler       | Si demain... (Turn Around)                |
| 12      | 20 mars      | Kareen Antonn et Bonnie Tyler       | Si demain... (Turn Around)                |
| 13      | 27 mars      | J-Five featuring Charlie Chaplin    | Modern Times                              |
| 14      | 3 avril      | Kareen Antonn et Bonnie Tyler       | Si demain... (Turn Around)                |
| 15      | 10 avril     | Kareen Antonn et Bonnie Tyler       | Si demain... (Turn Around)                |
| 16      | 17 avril     | Usher featuring Lil Jon et Ludacris | Yeah!                                     |
| 17      | 24 avril     | O-Zone                              | Dragostea din tei                         |
| 18      | 1er mai      | O-Zone                              | Dragostea din tei                         |
| 19      | 8 mai        | O-Zone                              | Dragostea din tei                         |
| 20      | 15 mai       | O-Zone                              | Dragostea din tei                         |
| 21      | 22 mai       | O-Zone                              | Dragostea din tei                         |
| 22      | 29 mai       | O-Zone                              | Dragostea din tei                         |
| 23      | 5 juin       | O-Zone                              | Dragostea din tei                         |
| 24      | 12 juin      | O-Zone                              | Dragostea din tei                         |
| 25      | 19 juin      | O-Zone                              | Dragostea din tei                         |
| 26      | 26 juin      | O-Zone                              | Dragostea din tei                         |
| 27      | 3 juillet    | O-Zone                              | Dragostea din tei                         |
| 28      | 10 juillet   | O-Zone                              | Dragostea din tei                         |
| 29      | 17 juillet   | O-Zone                              | Dragostea din tei                         |
| 30      | 24 juillet   | O-Zone                              | Dragostea din tei                         |
| 31      | 31 juillet   | O-Zone                              | Dragostea din tei                         |
| 32      | 8 août       | K-Maro                              | Femme Like U (Donne-moi ton corps)        |
| 33      | 15 août      | Aventura                            | Obsesión                                  |
| 34      | 21 août      | Aventura                            | Obsesión                                  |
| 35      | 28 août      | Aventura                            | Obsesión                                  |
| 36      | 4 septembre  | Aventura                            | Obsesión                                  |
| 37      | 11 septembre | Aventura                            | Obsesión                                  |
| 38      | 18 septembre | Aventura                            | Obsesión                                  |
| 39      | 25 septembre | Aventura                            | Obsesión                                  |
| 40      | 2 octobre    | Star Academy 4                      | Laissez-moi danser                        |
| 41      | 9 octobre    | Star Academy 4                      | Laissez-moi danser                        |
| 42      | 16 octobre   | Star Academy 4                      | Laissez-moi danser                        |
| 43      | 23 octobre   | Star Academy 4                      | Laissez-moi danser                        |
| 44      | 30 octobre   | Star Academy 4                      | Laissez-moi danser                        |
| 45      | 6 novembre   | Star Academy 4                      | Laissez-moi danser                        |
| 46      | 13 novembre  | Tragédie                            | Gentleman                                 |
| 47      | 20 novembre  | Starsailor                          | Four to the Floor (Thin White Duke remix) |
| 48      | 27 novembre  | Garou et Michel Sardou              | La Rivière de notre enfance               |
| 49      | 4 décembre   | Garou et Michel Sardou              | La Rivière de notre enfance               |
| 50      | 11 décembre  | Garou et Michel Sardou              | La Rivière de notre enfance               |
| 51      | 18 décembre  | Garou et Michel Sardou              | La Rivière de notre enfance               |
| 52      | 25 décembre  | Garou et Michel Sardou              | La Rivière de notre enfance               |
| 53      | 31 décembre  | Star Academy 4                      | Adieu monsieur le professeur              |

## Classement des albums
| Semaine | Date         | Artiste                                | Titre                                   |
| ------- | ------------ | -------------------------------------- | --------------------------------------- |
| 1       | 3 janvier    | Star Academy 3                         | Les meilleurs moments                   |
| 2       | 10 janvier   | Indochine                              | 3.6.3                                   |
| 3       | 17 janvier   | Indochine                              | 3.6.3                                   |
| 4       | 24 janvier   | Lorie                                  | Attitudes                               |
| 5       | 31 janvier   | Lorie                                  | Attitudes                               |
| 6       | 7 février    | Lorie                                  | Attitudes                               |
| 7       | 14 février   | Norah Jones                            | Feels like Home                         |
| 8       | 21 février   | Norah Jones                            | Feels like Home                         |
| 9       | 28 février   | Norah Jones                            | Feels like Home                         |
| 10      | 6 mars       | Les Enfoirés                           | Les Enfoirés dans l'espace              |
| 11      | 13 mars      | Les Enfoirés                           | Les Enfoirés dans l'espace              |
| 12      | 20 mars      | Pascal Obispo                          | Studio Fan - Live Fan                   |
| 13      | 27 mars      | Les Enfoirés                           | Les Enfoirés dans l'espace              |
| 14      | 3 avril      | Calogero                               | 3                                       |
| 15      | 10 avril     | Vincent Delerm                         | Kensington Square                       |
| 16      | 17 avril     | Bruno Coulais                          | Les Choristes (Bande originale du film) |
| 17      | 24 avril     | Bruno Coulais                          | Les Choristes (Bande originale du film) |
| 18      | 1er mai      | Bruno Coulais                          | Les Choristes (Bande originale du film) |
| 19      | 8 mai        | Michel Sardou                          | Du plaisir                              |
| 20      | 15 mai       | Michel Sardou                          | Du plaisir                              |
| 21      | 22 mai       | Francis Cabrel                         | Les Beaux Dégâts                        |
| 22      | 29 mai       | Francis Cabrel                         | Les Beaux Dégâts                        |
| 23      | 5 juin       | Francis Cabrel                         | Les Beaux Dégâts                        |
| 24      | 12 juin      | Francis Cabrel                         | Les Beaux Dégâts                        |
| 25      | 19 juin      | Francis Cabrel                         | Les Beaux Dégâts                        |
| 26      | 26 juin      | Bruno Coulais                          | Les Choristes (Bande originale du film) |
| 27      | 3 juillet    | Bruno Coulais                          | Les Choristes (Bande originale du film) |
| 28      | 10 juillet   | Bruno Coulais                          | Les Choristes (Bande originale du film) |
| 29      | 17 juillet   | Bruno Coulais                          | Les Choristes (Bande originale du film) |
| 30      | 24 juillet   | Bruno Coulais                          | Les Choristes (Bande originale du film) |
| 31      | 31 juillet   | Placebo                                | Sleeping with Ghosts                    |
| 32      | 8 août       | Calogero                               | 3                                       |
| 33      | 15 août      | Aventura                               | We Broke the Rules                      |
| 34      | 21 août      | Yannick Noah                           | Pokhara                                 |
| 35      | 28 août      | Yannick Noah                           | Pokhara                                 |
| 36      | 4 septembre  | Björk                                  | Medúlla                                 |
| 37      | 11 septembre | Björk                                  | Medúlla                                 |
| 38      | 18 septembre | Véronique Sanson                       | Longue Distance                         |
| 39      | 25 septembre | Ben Harper & The Blind Boys of Alabama | There Will Be a Light                   |
| 40      | 2 octobre    | Ben Harper & The Blind Boys of Alabama | There Will Be a Light                   |
| 41      | 9 octobre    | Arielle Dombasle                       | Amor Amor                               |
| 42      | 16 octobre   | Chimène Badi                           | Dis-moi que tu m'aimes                  |
| 43      | 23 octobre   | Bernard Lavilliers                     | Carnets de bord                         |
| 44      | 30 octobre   | Gérald de Palmas                       | Un Homme sans racines                   |
| 45      | 6 novembre   | Bruno Coulais                          | Les Choristes (Bande originale du film) |
| 46      | 13 novembre  | Florent Pagny                          | Baryton                                 |
| 47      | 20 novembre  | Eminem                                 | Encore                                  |
| 48      | 27 novembre  | U2                                     | How to Dismantle an Atomic Bomb         |
| 49      | 4 décembre   | Florent Pagny                          | Baryton                                 |
| 50      | 11 décembre  | Florent Pagny                          | Baryton                                 |
| 51      | 18 décembre  | Bruno Coulais                          | Les Choristes (Bande originale du film) |
| 52      | 25 décembre  | Bruno Coulais                          | Les Choristes (Bande originale du film) |

## Les dix meilleures ventes
Il s'agit des dix meilleures ventes de singles et d'albums pour l'année 2004 en France,.

### Singles
| №  | Artiste                       | Titre                              |
| -- | ----------------------------- | ---------------------------------- |
| 1  | O-Zone                        | Dragostea din tei                  |
| 2  | K. Maro                       | Femme Like U (Donne-moi ton corps) |
| 3  | Aventura                      | Obsesión                           |
| 4  | Kareen Antonn et Bonnie Tyler | Si demain... (Turn Around)         |
| 5  | Star Academy 4                | Laissez-moi danser                 |
| 6  | The Black Eyed Peas           | Shut Up                            |
| 7  | Leslie featuring Amine        | Sobri (Notre destin)               |
| 8  | T-Rio                         | (Choopeta) Mamãe eu quero          |
| 9  | Le 6-9                        | Le Poulailler                      |
| 10 | Garou et Michel Sardou        | La Rivière de notre enfance        |

### Albums
| №  | Artiste        | Titre                                   |
| -- | -------------- | --------------------------------------- |
| 1  | Bruno Coulais  | Les Choristes (Bande originale du film) |
| 2  | Calogero       | 3                                       |
| 3  | Michel Sardou  | Du plaisir                              |
| 4  | Norah Jones    | Feels like Home                         |
| 5  | Yannick Noah   | Pokhara                                 |
| 6  | Francis Cabrel | Les Beaux Dégâts                        |
| 7  | Les Enfoirés   | Les Enfoirés dans l'espace              |
| 8  | Corneille      | Parce qu'on vient de loin               |
| 9  | Kyo            | Le Chemin                               |
| 10 | Lorie          | Attitudes                               |